# Frequency-division duplexing
Pour les articles homonymes, voir FDD.
Frequency-division duplexing (FDD)  est une méthode de duplexage dans le domaine des télécommunications sans fil et sur certains réseaux câblés. Dans ce schéma de communication, l'émission et la réception des données se font simultanément sur deux bandes de fréquence différentes ; autrement dit, la fréquence de la porteuse du signal est différente selon le sens de transmission : montant ou descendant.
Cette technique permet d'émettre et de recevoir simultanément : c'est son principal avantage face à l'autre technique majeure de duplexage, le Time Division Duplexing (TDD) qui, en téléphonie mobile, permet d'allouer des ressources radio et donc des débits différents à l’émission et à la réception. On peut noter que plus le volume des données échangées est dissymétrique, plus l'avantage du TDD est marqué.
Parmi les technologies exploitant le duplexage fréquentiel, on peut citer :
- l'ADSL et le VDSL ;
- plusieurs protocoles de téléphonie mobile : GSM/DCS 1800, UMTS, CDMA2000 et le LTE (variante FDD) ;
- le DOCSIS sur les réseaux câblés.